# マルファンクション
マルファンクション(Malfunkshun)は、アメリカのロックバンド。1980年にアンドリュー・ウッドとケヴィン・ウッドの兄弟を中心に結成され、グランジの先駆者として認識される。

## 略歴
アンドリューとケヴィンの他にデイヴ・リーズ（ベース）、デイヴ・ハント（ドラムス）の4人で結成されるが、リーズとハントは初ライヴ後に脱退。新しく加入したリーガン・ヘイガーがベース／ドラムを担当。1980年代中盤から徐々にアンドリューはドラッグ使用の問題を抱えるようになり、薬物更生施設へリハビリに通うようになる。リハビリからの復帰後にバンドはコンピレーション・アルバム『ディープ・シックス』に2曲を提供した。1988年にバンドは活動を休止し、アンドリューはグリーン・リヴァーの元メンバーらと共にマザー・ラヴ・ボーンを結成するが、1stアルバムリリース直前の1990年3月にヘロインのオーバードースにより24歳でこの世を去る。1995年にマルファンクションのそれまでの音源を集めた唯一のアルバム『Return to Olympus』がリリースされた。
2006年10月、在籍時のメンバーであるケヴィン・ウッドとリーガン・ヘイガーは、新メンバーのショーン・スミス（ボーカル）とコリー・ケイン（ベース）を迎え、アンドリュー・ウッドが生前遺した歌詞を基に新曲の制作を開始する。2011年に新ボーカルのジェフ・ロフティスが加入し再び新曲制作を開始。

## メンバー

### 現メンバー
- ジェフ・ロフティス（Jeff Loftis） - ボーカル （2011年 - ）
- ケヴィン・ウッド（Kevin Wood） - ギター （1980年 - 1988年、2006年 - ）
- ロブ・デイ（Rob Day） - ベース （2012年 - ）
- マイルス・フリーボーン（Miles Freeborn） - ドラムス （2012年 - ）

### 元メンバー
- アンドリュー・ウッド（Andrew Wood） - ボーカル、ベース （1980年 - 1988年）
- デイヴ・リーズ（Dave Rees） - ベース （1980年）
- デイヴ・ハント（Dave Hunt） - ドラムス （1980年）
- リーガン・ヘイガー（Regan Hager） - ドラムス （1980年 - 1988年、2006年 - 2011年）
- コリー・ケイン（Cory Kane） - ベース （2006年 - 2011年）
- ショーン・スミス（Shawn Smith） - ボーカル （2006年 - 2011年）
- マイク・ストーン（Mike Stone） - ドラムス （2011年 - 2012年）
- トールステン・ロック（Thorsten Rock） - ギター （2006年 - 2008年）
- ガイ・マッキントッシュ（Guy McIntosh） - ベース （2011年 - 2012年）

## 作品

### アルバム
- Return to Olympus （1990年）

### コンピレーション・アルバム
- Malfunkshun: The Andrew Wood Story （2011年）